# Mazá Fresca
Mazá Fresca es el nombre de una variedad cultivar de manzano (Malus domestica). Esta manzana es originaria de Galicia, está cultivada en la colección de árboles frutales y banco de germoplasma de Mabegondo con el N.º 33; ejemplares procedentes de esquejes localizados en San Martiño de Andrade, parroquia del municipio de Puentedeume (La Coruña).

## Sinónimos
- "Manzana Mazá Fresca",[4][5]
- "Maceira Mazá Fresca".

## Características
El manzano de la variedad 'Mazá Fresca' tiene un vigor vigoroso, productivo. Tamaño grande y porte erguido.
Época de inicio de brotación a partir del 5 de marzo y de floración a partir de 19 de abril.
Las hojas tienen una longitud del limbo de tamaño corto, con la máxima anchura del limbo estrecha. Longitud de las estípulas es corta y la máxima anchura de las estípulas es media. Denticulación del borde del limbo es ondulado, con la forma del ápice del limbo acuminado y la forma de la base del limbo es cordiforme. Con subestípulas presentes.
Sus flores tienen una longitud de los pétalos media, anchura de los pétalos es estrecha, disposición de los pétalos en contacto entre sí, con una longitud del pedúnculo media.
La variedad de manzana 'Mazá Fresca' tiene un fruto de tamaño grande, de forma plana-globosa, de color amarillo, con chapa lavada, y de intensidad pálida. Epidermis de textura suave, con pruina en su superficie, y con presencia de cera débil. Sensibilidad al "russeting" (pardeamiento áspero superficial que presentan algunas variedades) muy poco sensible. Con lenticelas de tamaño pequeño.
Los sépalos están dispuestos erectos, y superpuestos en su base; su fosa calicina es poco profunda de una anchura media. Pedúnculo de grosor estrecho y de longitud largo, siendo la cavidad peduncular de una profundidad media y de anchura media. Con pulpa de color crema, de firmeza es intermedia y textura intermedia; su jugosidad es intermedia con sabor de acidez media, y aromática.
Época de maduración y recolección a partir del 19 de agosto. 'Mazá Fresca' es una manzana que su destino es la conservación de esta variedad en el banco de germoplasma de Mabegondo como reserva genética.

## Susceptibilidades
- Oidio: ataque medio
- Moteado: no presenta
- Raíces aéreas: no presenta
- Momificado: no presenta
- Pulgón lanígero: no presenta
- Pulgón verde: ataque débil
- Araña roja: no presenta
- Chancro del manzano: no presenta[3]